# Allan Sekula
Allan Sekula, né le 15 janvier 1951 à Érié (Pennsylvanie) et mort le 10 août 2013 à Los Angeles, est un photographe, écrivain, réalisateur de films et théoricien de l'art américain.

## Biographie
Né en 1951 à Érié en Pennsylvanie, Allan Sekula a vécu et travaillé à Los Angeles. Il commence des études scientifiques à l'université de Californie à San Diego et décide en 1968 de devenir artiste sur les conseils de John Baldessari. Il suit dans cette université les cours de Marcuse, puis de Louis Marin et de David Antin.
Il réside à l’Atelier Calder à Saché de septembre 1998 à janvier 1999,
Grand lecteur d'ouvrages sur la photographie, admirateur de Jean-Luc Godard et de Jean-Pierre Gorin, Sekula se dit alors influencé à la fois par Duchamp et par Marx. Il commence à utiliser la photographie pour des pièces performatives en 1971, des photos depuis un train longeant une usine de produits chimiques où il a travaillé, ou documentant un vol de steaks surgelés qu’il jette sur l'autoroute (Meat Mass, 1972). Ces actions se destinent à « provoquer des conflits avec de grands systèmes techniques et économiques » et débutent ainsi un travail critique approfondi des mécanismes du capitalisme. Les documents seront bientôt pour lui plus important que les actions mêmes, et son intérêt se porte de plus en plus sur la photographie. Au contraire des différentes tendances - l'art conceptuel, le modernisme - qui intègrent la photographie dans le système et le marché de l'art au prix de son caractère social et politique, Sekula a toujours revendiqué l'impureté fondamentale du médium. Elle est pour lui un outil de description insuffisant à décrire entièrement ce qu'elle montre, et par conséquent son œuvre revendique la dépendance de l'image à l'égard de son contexte. Dans Dismantling Modernism (Défaire le modernisme), il théorise cette position à partir d'œuvres d'artistes qui lui étaient proches à ses débuts, comme Martha Rosler, Fred Lonidier et Phil Steinmetz.
Ses critiques de l'exploitation, du monde du travail et de l'éducation, s'appuient sur sa propre expérience et différents boulots alimentaires - dans un restaurant, un laboratoire scientifique, en tant que conférencier sur l'art. Untitled Slide Sequence (1972) est une révision critique de la "scène primitive" du cinéma, la sortie d'usine à un rythme ultra rapide filmée par les Frères Lumière. Sekula photographie en une séquence la sortie des employés d'une usine d'aéronautique (en pleine guerre du Viêt Nam), à laquelle l'intervention de la sécurité de l'usine met fin, et il en constitue un diaporama de 25 images, devenu en 2011 un tirage papier.
Pour Sekula, la photographie et le film produisent du sens et du langage. Et l’image s’articule dans son travail à différents textes – dialogues enregistrés, citations, écrits. Aerospace Folkstales (1973), est une œuvre à caractère autobiographique « sur l'armée de réserve du travail », où il analyse les différentes pressions qui s'exercent sur les membres de la société dans le travail comme dans la vie domestique. Il y articule l'image à différents textes – dialogues enregistrés, citations, écrits. Sekula a qualifié ce stade de sa démarche de stratégie du film en pièces détachées (disassembled movie). Son enquête la plus extensive, Fish Story (1989-1995), explore un espace absent de l’attention médiatique : le monde de la mer, en se tenant éloigné du pittoresque. On peut y relier d’autres ensembles comme Black Tide/Marea Negra (2002-2003), un essai photographique sur le naufrage du Prestige sur les côtes espagnoles ou The Docker’s Museum, une collection d’objets et d’images attachés à l’univers de la mer rassemblée par l’artiste. Des films comme Lottery of the Sea (2010) et celui réalisé en 2011 avec Noël Burch, The Forgotten Space, prolongent ce travail d'investigation à long terme des coulisses de la globalisation.
Allan Sekula meurt le 10 août 2013 à Los Angeles des suites d’un cancer de l’œsophage. Allan Sekula partageait la vie de Sally Stein, historienne de la photographie. Celle-ci fera don de la bibliothèque de l'artiste, comportant 15 000 volumes, à la bibliothèque du Clark Art Institute.

## Expositions
- 2013 Mécaniques des fluides, group show (cur. Marie Muracciole) Gallery Cécile Fakhoury (Abidjan)
- 2013 This ain’t China, solo show (cur. Bill Jeffries), Simon Fraser University Gallery Vancouver, Canada
- 2013 Critical Episodes (1957-2011), group show, Barcelone, Espagne
- 2013 Voices of the Sea, group show, Musée des beaux-arts de Calais, Calais, France
- 2013 Learning for Life, group show, Centre d'art Henie-Onstad, Oslo, Norvège
- 2013 Uchronie, ou des récits de collection, group show, (cur. Le Bureau), Saline royale d'Arc-et-Senans, France
- 2013 Balea Negra, (cur. Pedro de Llano), group show, Museo de Arte Contemporeana de Vigo, Vigo, Espagne
- 2012 - 2013 Californian Sequences, solo show (cur. Marie Muracciole), Galerie Michel Rein, Paris, France
- 2012 Disassembled Movies 1972 - 2012 (cur. Marie Muracciole – Ali Akay), AKBank Sanat, Istanbul, Turquie
- 2012 Black Tide, Musée d'art contemporain de Vigo, Espagne (solo)
- 2012 The Dockers Museum, (cur. Jürgen Bock) La Criée centre d’art contemporain, Rennes, France (solo)
- 2011 Polonia and…, Galerie Michel Rein, Paris, France (solo)
- 2011 Ship of Fools, cur. Kirsten Lloyd, Stills Center for Photography, Edinburgh, Royaume-Uni (solo)
- 2011 Polonia and Other Fables, cur. Karen Downey, Belfast Exposed, Irlande (solo)
- 2011 Retrospective of Allan Sekula’s films, Loop Festival, Centre de la Imatge, Palau de la Virreina, Barcelone, Espagne (solo)
- 2011 ZZNot for sale, Passage de Retz, Paris
- 2011 L'énigme du portrait, Neuflize collection, Musée d'art contemporain de Marseille, France
- 2011 oceanomania : souvenirs des mers mystérieuses, de l'expédition à l'aquarium (cur.Mark Dion), Nouveau Musée National de Monaco
- 2011 Angry, Young and Radical, Nederlands Fotomuseum, Rotterdam, Pays-Bas
- 2011 1979, a movement to radical moments (cur. Carles Guerra), La Virreina, Centre de la Imatge, Barcelone, Espagne
- 2011 Serious Games. War – Media – Art, Institute Mathildenhöhe Darmstadt, Allemagne
- 2010 ANTIPHOTOJOURNALISM, La Virreina Centre de la Imatge, Barcelone, Espagne
- 2010 Le peuple qui manque, Centre Pompidou, France
- 2010 The Forgotten Space, Nederlands Film festival, Utrecht ; Viennale, Vienne ; Doclisboa, Lisbonne
- 2010 Là où nous sommes - œuvres de la Collection Neuflize Vie, Maison d'art Bernard-Anthonioz, Nogent-sur-Marne, France
- 2010 Les Rencontres d’Arte Contemporain, La Chantrerie, Cahors, France
- 2010 En cada instante, ruptura, Sala de Arte Publico Siqueiros, Mexico City, Mexico
- 2010 Ship of Fools, 29th Biennial de São Paulo, São Paulo, Brésil
- 2010 The Image In Question. War-Media-Art, Carpenter Center for Visual Arts, Université Harvard, Cambridge, Massachusetts
- 2010 Taipei Biennial 2010, Taipei Fine Arts Museum, Taipei, Taiwan
- 2010 This Ain’t China, e-flux, New York, New York
- 2010 Allan Sekula: Polonia and Other Fables, Ludwig Museum, Budapest, Hongrie
- 2010 Ship of Fools, Museum van Hedendaagse Kunst Antwerpen, Antwerp, Belgique
- 2010 Media City Seoul 2010, The 6th Seoul International Biennale of Media Art, Seoul, Corée
- 2010 Nether Land, Witte de With Center for Contemporary Art at the Dutch Cultural Center, Shanghai, Chine
- 2010 How Many Billboards?, MAK Center, Los Angeles, California2010 “…In A Most Dangerous Manner”, SPACES Gallery, Cleveland, Ohio
- 2010 Global Design, Museum für gestaltung, Zurich, Suisse
- 2010 Berlin-Paris Un échange de Galeries - galerie Michel Rein@Carlier I Gebauer, Berlin, Allemagne
- 2010 Les Tubes, group show, Le Quai, Angers, France
- 2010 European Cross-curating, station 2 (cur. JÜrgen Bock), artist residency and solo show in 2011, La Criée, Centre d'Art Contemporain, Rennes, France (solo)
- 2009 Retrospective, Zacheta Gallery, Varsovie, Pologne (solo)
- 2009 LES TUBES, group show, Le Quai, Angers
- 2009 Zacheta Gallery, Varsovie, May-June 2009 (retrospective) (solo)
- 2009 San Diego, Cardwell Jimmerson Contemporary Art, Culver City, Californie
- 2009 Polonia, Renaissance Society, Chicago, Illinois